# 德川茂德
德川茂德（日语：〔〕／ Tokugawa Mochinaga，1831年6月11日—1884年3月6日），日本幕末時代大名，美濃国高須藩第11代藩主，德川御三家之一的尾張藩第15代藩主，一桥德川家第10代當主。
他在高須藩時代名為松平義比（日语：／ Matsudaira Yoshichika），尾張藩時代名為德川茂德，一橋家時代名為德川茂榮（日语：〔〕／ Tokugawa Mochiharu）。

## 生平
天保二年（1831年）出生，是高須藩第十代藩主松平義建的五子。乳名是鎮三郎，后来繼承父亲义建的偏諱而取名為建重（初名）。大哥源之助、四哥整三郎夭折，二哥庆恕過继尾张德川家，三哥武成過继越智松平家，所以取代这4位哥哥，而於嘉永二年（1849年）8月16日成為父亲義建的嫡子。同年11月1日，獲第13代将军德川家定「御目見」。同年12月16日，獲任命為从五位下彈正大弼，並晋升为从四位下侍从。其后改任為摄津守。嘉永3年（1850年）10月16日，因父亲隐居而就任高须藩第11代藩，改名為义比。同年12月16日，任职為左近卫权少将。
安政5年（1858年）7月5日，因為受到井伊直弼的安政大狱影響，擔任尾张藩主的同父异母哥哥庆恕（之后改名庆胜）「隠居謹慎」，因而繼任尾张藩主。直弼等南纪派支持的第14代将军德川家茂授與偏諱而改名茂德（高须藩主由出生僅2個月的长子松平义端继承）。同年10月13日，晋升為从三位参议、左中将。万延元年（1860年）5月18日，亲生儿子义端早逝，哥哥庆胜的兒子原千代（之后的義宜）過繼給他作為养子，授與偏諱（茂徳的“德”）而改名徳成。此前不久的3月間，井伊直弼在樱田门外之变被暗杀，并且不久庆胜的谨慎解除，在藩内的情勢有所变化。因此，他也有意回任高须藩主（长子义端早逝后，由最小的弟弟的义勇继承高须藩主）。最終，他於文久3年（1863年）9月13日隐居，藩主让給改名為義宜的養子徳成。隐居后自號玄同（日语：／ Gendō）。

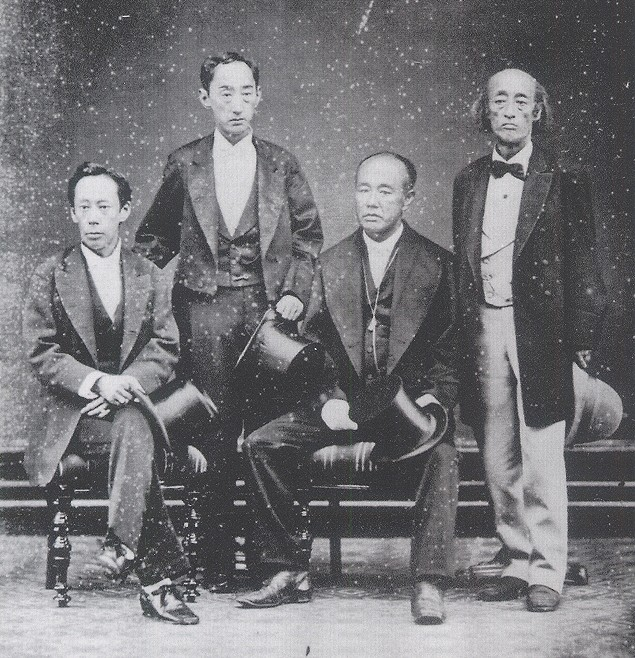
高須四兄弟（明治11年9月攝影）
左起定敬、容保、茂榮、慶勝

庆应2年（1866年）12月27日，在兄长庆胜和弟弟松平容保（会津藩主／京都守护职）的斡旋下，接替來自一桥家而继承德川宗家（就任第15代将军）的德川庆喜而继承了一橋家当主，並改名为茂荣（当初是预定由清水家继承，后来幕府接受庆胜請愿，才確認由茂荣继承一橋家）。明治维新之際，擔任德川一族的總代表與明治新政府交涉。庆应4年（1868年）3月4日從出发江户，3月25日到达江尻，向東征大总督有栖川宮熾仁亲王請求宽大处理前将军庆喜。同年3月29日獲得批准，4月4日返回江户。同年闰4月27日，表達尽快处理德川宗家一案的愿望，闰4月29日，德川家達继承德川宗家被允諾。同年5月10日，表達儘快决定德川宗家领地的愿望，5月24日，家達獲頒骏府70万石。
同样是5月24日，家達的亲生父亲田安慶賴被列為独立大名，因而成為藩主。明治2年3月，申请版籍奉还。同年9月，表達就任知藩事的意愿。同年12月27日，版籍奉还認定為废藩，因而未能成为知藩事。明治3年6月，进行家臣们的离别儀式後，一桥藩完全瓦解了。明治17年（1884年）3月，54岁而過世。官位最終升到正二位。法號是显树院殿。
除了前述的德川慶勝、松平武成、松平容保、松平义勇外，伊势桑名藩主松平定敬也是他的兄弟。值得一提的是茂徳（茂荣）、慶勝、容保、定敬被共稱為“高须四兄弟”，不過其他三人在藩政、外交上的努力並不多，时代局势的演變影響到他們的一生。四男達道（接受家達偏諱而取的名字，其养子是宗敬）继承了一橋家。